# Horemjaef

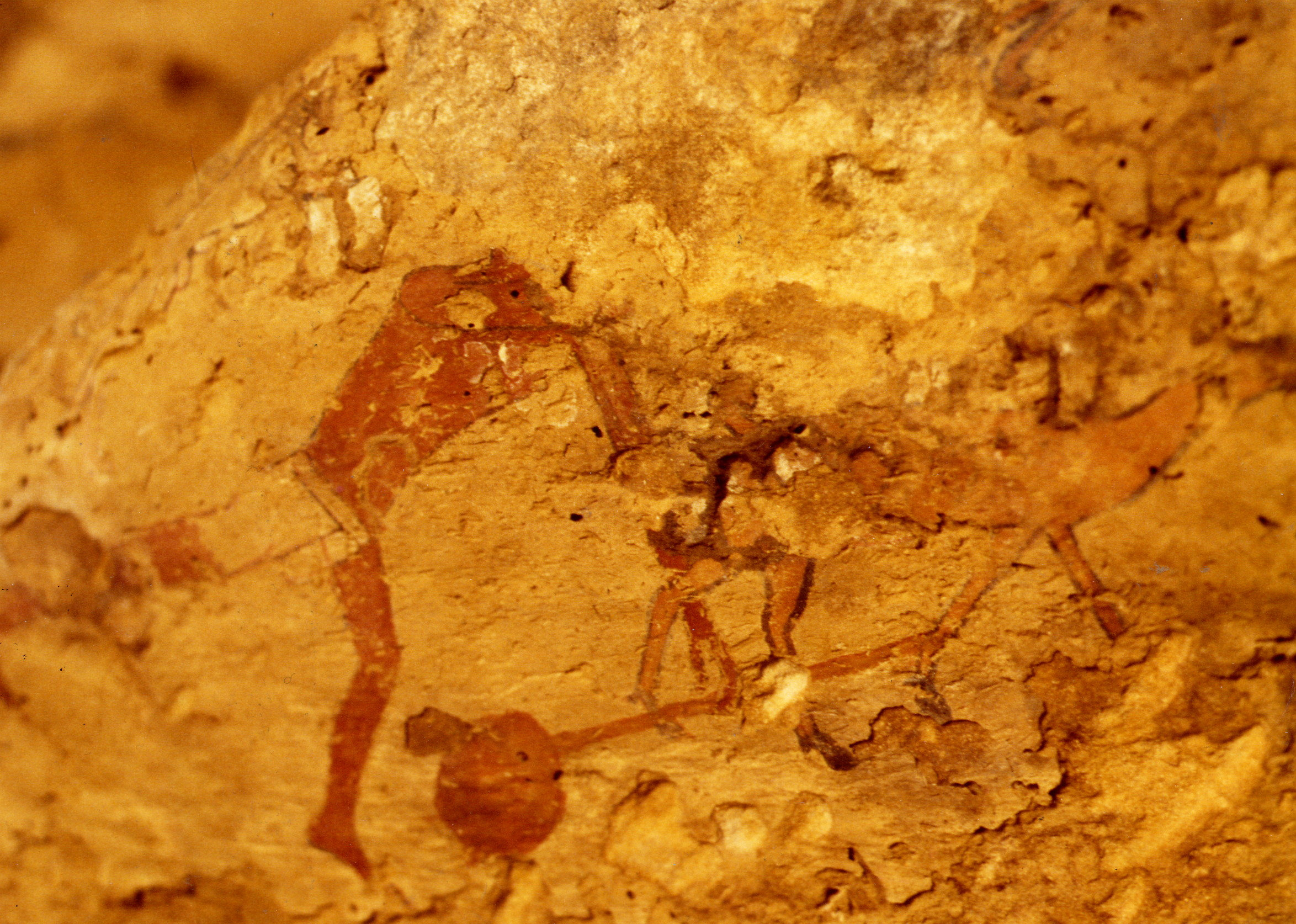
Pintura con escena de caza en la tumba de Horemjaef.

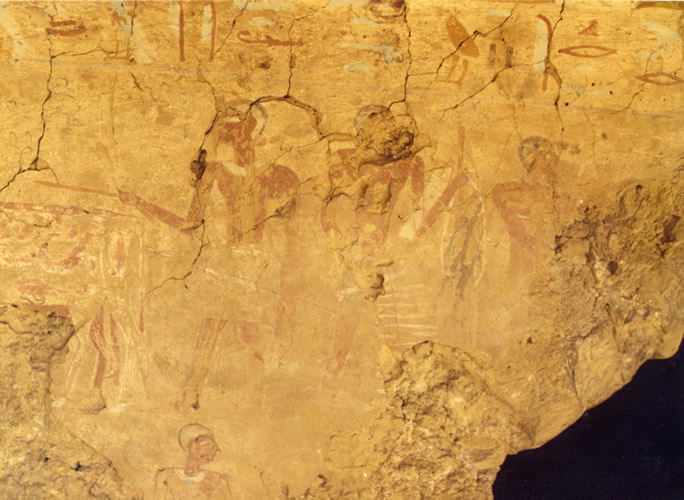
Pintura en la tumba de Horemjaef.

Horemjaef fue un antiguo funcionario local egipcio que vivió durante el Segundo Período Intermedio. Poseía los títulos de «primer inspector de los sacerdotes de Horus de Nejen» y «supervisor de los campos». Por tanto, lo más probable es que fuese el sacerdote principal del templo local en Hieracómpolis, donde se adoraba a Horus.
Es conocido por su tumba en Hieracómpolis. La tumba, excavada en la roca, es pequeña, pero es una de las pocas tumbas de la época que tiene la capilla con decoración pintada. Enfrente de la capilla existía un patio donde se encontró una estela. La estela, que se encuentra actualmente en el Museo Metropolitano de Arte de Nueva York relata el viaje de Horemjaef a Ity-tauy, la capital del Imperio Medio. Allí recibió en la corte ante al rey una imagen de nuevo culto de Horus y su madre (lo más probable, Isis). El texto es de gran importancia histórica porque demuestra que Ity-tauy, la capital de finales de la dinastía XII, o de la dinastía XIII sirvió como residencia real.
En las pinturas de su tumba se representa al dibujante Sedjemnetjeru, que probablemente sería el responsable
de la decoración de la capilla.